# قرية الملكة
قرية الملكة هي تابعة لقصر بيتي تريانون وتقع داخل حدائق قصر فيرساي في إقليم إيفلين، بفرنسا. طُلبت هذه القرية الريفية خلال الشتاء من عام 1782-1783 من قبل الملكة ماري أنطوانيت، التي كانت تتمنى الابتعاد عن القيود المفروضة عليها في قصر فيرساي وكانت تشعر بالحنين إلى حياة ريفية أكثر بساطة، في بيئة طبيعية مستوحاة من كتابات روسو، حيث تأمل أن تجد هناك مأوى يساعدها على نسيان وضعها كملكة. كان هذا المكان الريفي هو أيضًا مزرعة، وقد شكل تأثير أفكار الاقتصاديين الفسيوقراطيين وفلاسفة العصور البيئية على الأرستقراطية في تلك الحقبة. كُلّف المعماري ريتشارد ميك ببناء القرية استنادًا إلى إلهام من قرية شانتيلي ورسومات الفنان هوبرت روبرت.

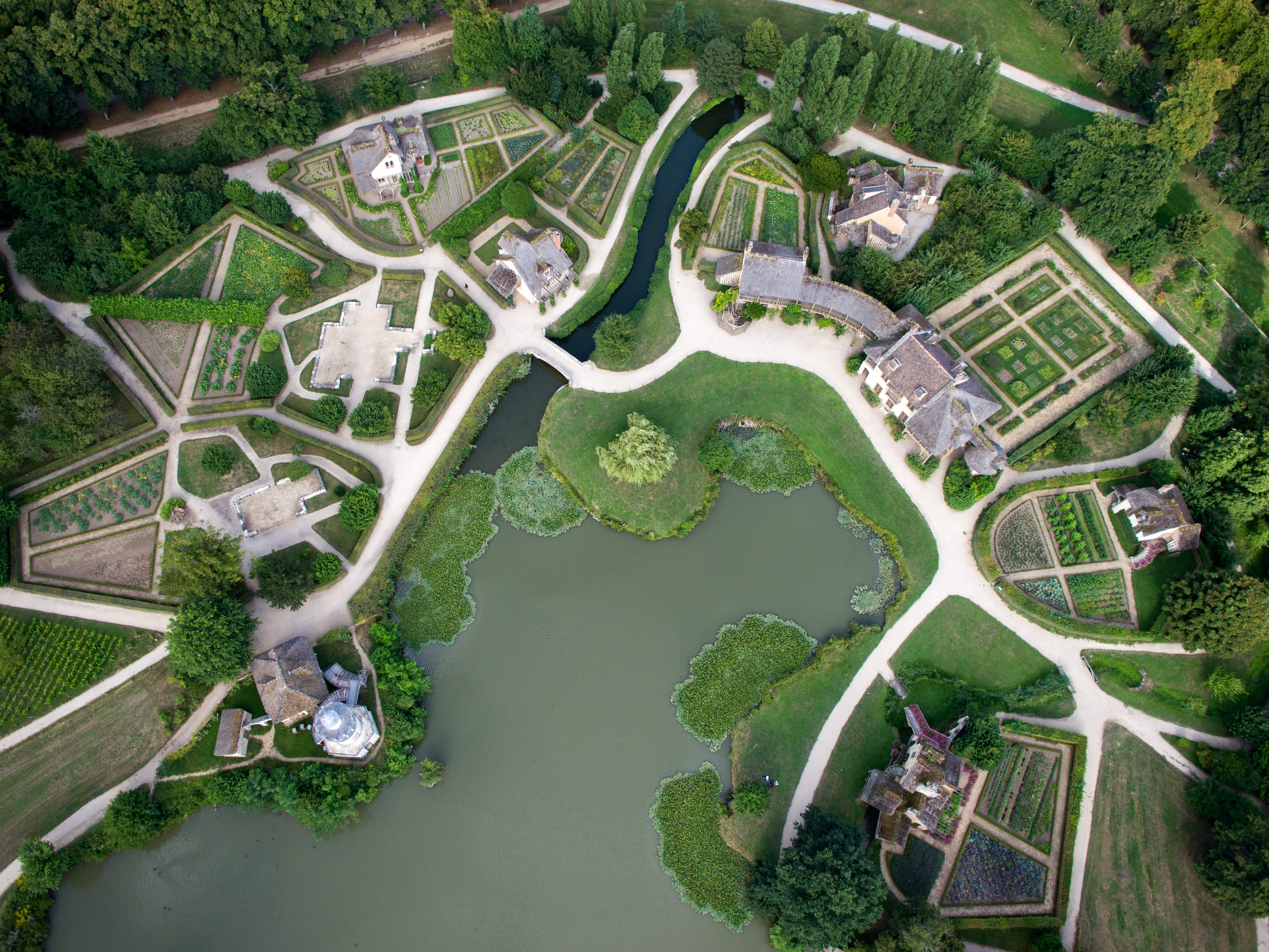
منظر جوي لقرية الملكة.

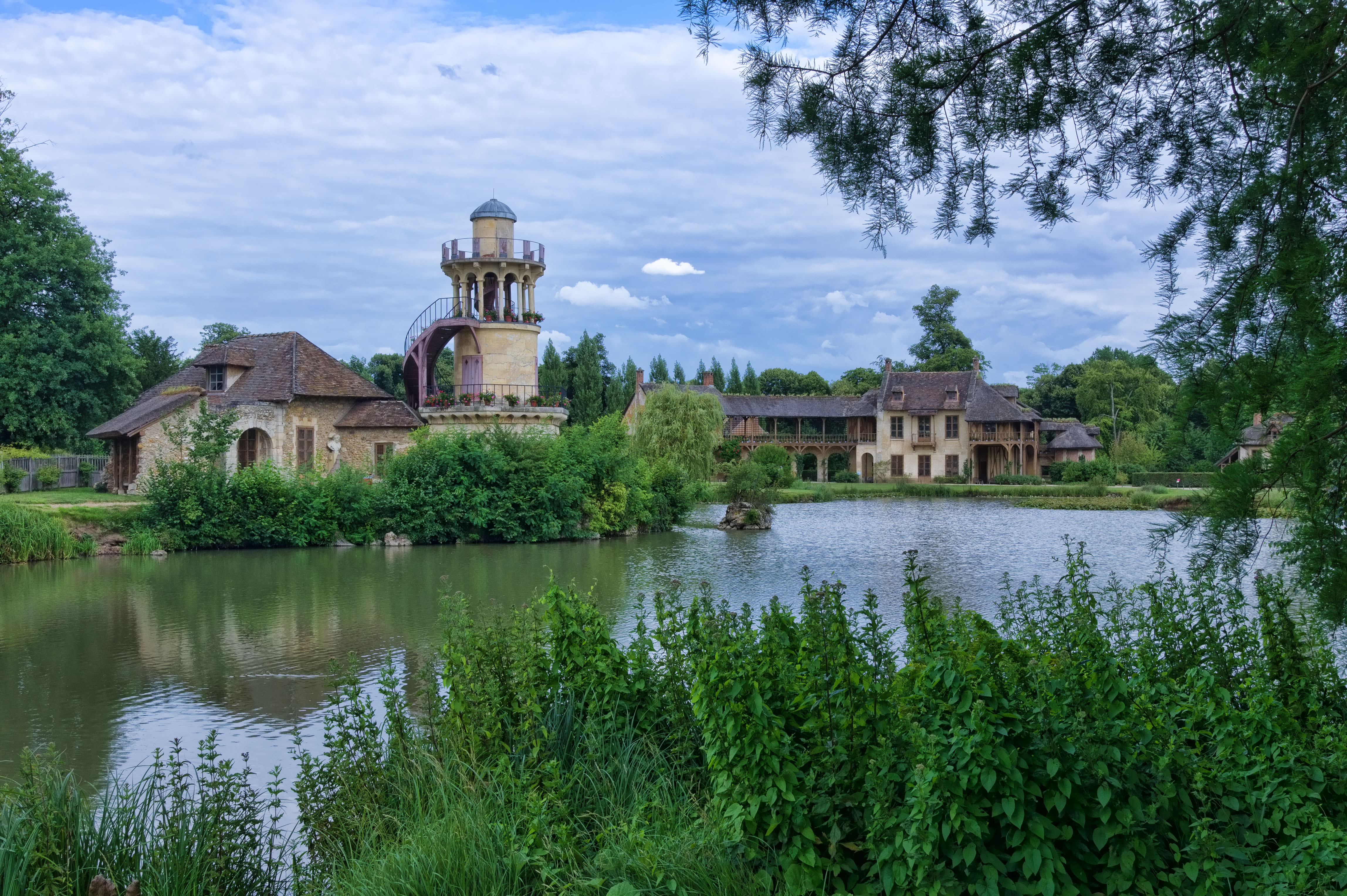
القرية كما تبدو للزائر القادم من بيتي تريانون.

وسط القرية ويقسمه نهر عبره جسر صغير من الحجر.
تم التخلي عن قرية الملكة بعد الثورة الفرنسية، وخضعت لثلاث حملات رئيسية للترميم: الأولى قام بها نابليون الأول من 1810 إلى 1812 وتشكل معظم قاعدة القرية الحالية. الحملة الثانية تمت بفضل دعم جون روكفلر جونيور في الثلاثينيات. أخيرًا، جُددت القرية في التسعينيات، بمبادرة من بيير أندري لابلود، مدير الهيئة المعمارية للآثار التاريخية، وفُتحت للجمهور في عام 2006 كجزء من منطقة تسمى ميدان ماري أنطوانيت.

## تاريخ وحياة القرية
| 1. المزرعة 2. تنظيف الألبان 3. برج مارلبورو 4. تصنيع الألبان السابقة 5. الحظيرة القديمة 6. بيت الحرس | 7. الحمام 8. بيت البلياردو 9. بيت الملكة 10. المدفأة 11. المخدع 12. المطحنة |

مخطط قرية الملكة
1. المزرعة
2. تنظيف الألبان
3. برج مارلبورو
4. تصنيع الألبان السابقة
5. الحظيرة القديمة
6. بيت الحرس
7. الحمام
8. بيت البلياردو
9. بيت الملكة
10. المدفأة
11. المخدع
12. المطحنة

في بداية عهده، قدم الملك لويس السادس عشر للملكة ماري أنطوانيت قصر بيتي تريانون. أُجريت أعمال لتجهيز هذا القصر الصغير وحديقته. بدأ تنفيذ حديقة بالطراز الإنجلو-صيني في عام 1774 وانتهى بناء الصخرة الكبيرة في عام 1782، وهي مدخل إلى المناظر الطبيعية السويسرية، والتي كانت تذكر ماري أنطوانيت بالديكورات الجبلية التي عاشتها في طفولتها. ولكن بالنسبة لها، كان التحدي قد انتهى، وكان عليها التحدث بتحدي جديد. في نفس الوقت، انتهى الأمير كوندي من بناء قريته الريفية في حديقة قصر شانتيلي، والتي تتألف من سبعة مبان مغطاة بقش يبدو وكأنها منازل أو ورش عمل للفلاحين. كانت هذه الرغبة في الحياة الريفية تنتشر في أوروبا، وكانت المشاعر الجميلة تحفز العظماء على تقديم مفاجآت ساحرة لضيوفهم والاستمتاع بتجميع الألعاب البسيطة.
تباين المنتظر الخارجية الريفية للمنازل مع دقة أثاثها، هو مبدأ اعتمد أيضًا في الأعمال المصنوعة حديثًا لقصر تريانون الصغير. كانت الملكة مندهشة من الكوخ بالأصداف الذي أنشأته الأميرة لامبال في قصر رامبويه، وأيضًا من الأعمال المصنوعة لـ "السيدات العمات" في قصر بيلفيو. كانت العروض الفنية جزءًا من الحياة اليومية في فيرساي، لذا تم دراسة تكوين القرية كمسرح يمثل قرية فرنسية.
أخذت الملكة الشابة دور الراعية الذي قامت به في بعض القطع المقدمة في مسرحها الخاص، وأحبت هذا النمط من حياة المسرح الريفية بحيث أرادت أن تمتلك قريتها الخاصة. قُدم هذا المشروع الجديد، الذي كان يهدف أيضًا إلى تعليم أطفال العائلة المالكة، ولكنه كان محط انتقادات حادة.

### بناء

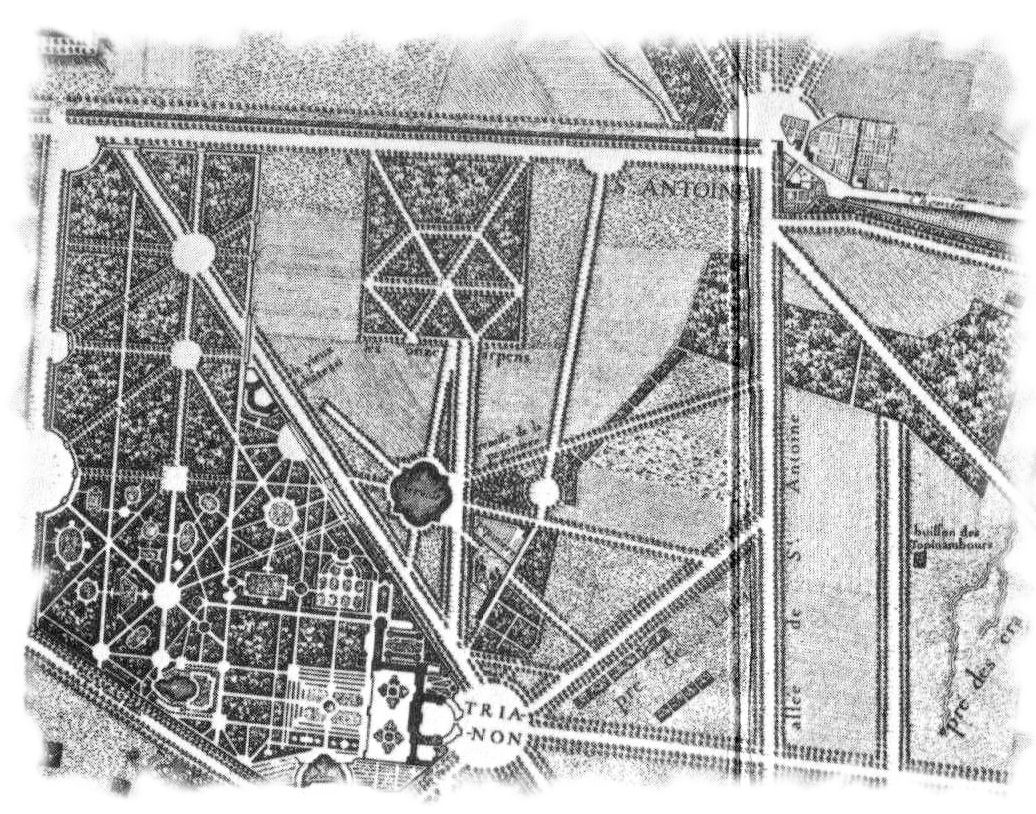
خطة ديلاجريف لفرساي عام 1746. نلاحظ زقاق سانت أنطوان على اليمين وغابات أونزي آربنتس على اليسار في موقع القرية الصغيرة.

لجعل تصور القرية أكثر واقعية، أُستعينَ بالفنانين كلود لويس شاتيليه ولويس بارثيليمي فريه لإعداد الرسوم البيانية للمناظر وتنفيذ النماذج على التوالي، وكذلك بالتعاون مع النحات جوزيف ديشامب. واستشارت الملكة في كثير من الأحيان الرسام هوبرت روبيرت، والذي كانت تقدر نصائحه بشكل خاص، بخصوص شكل وموقع الأكواخ.

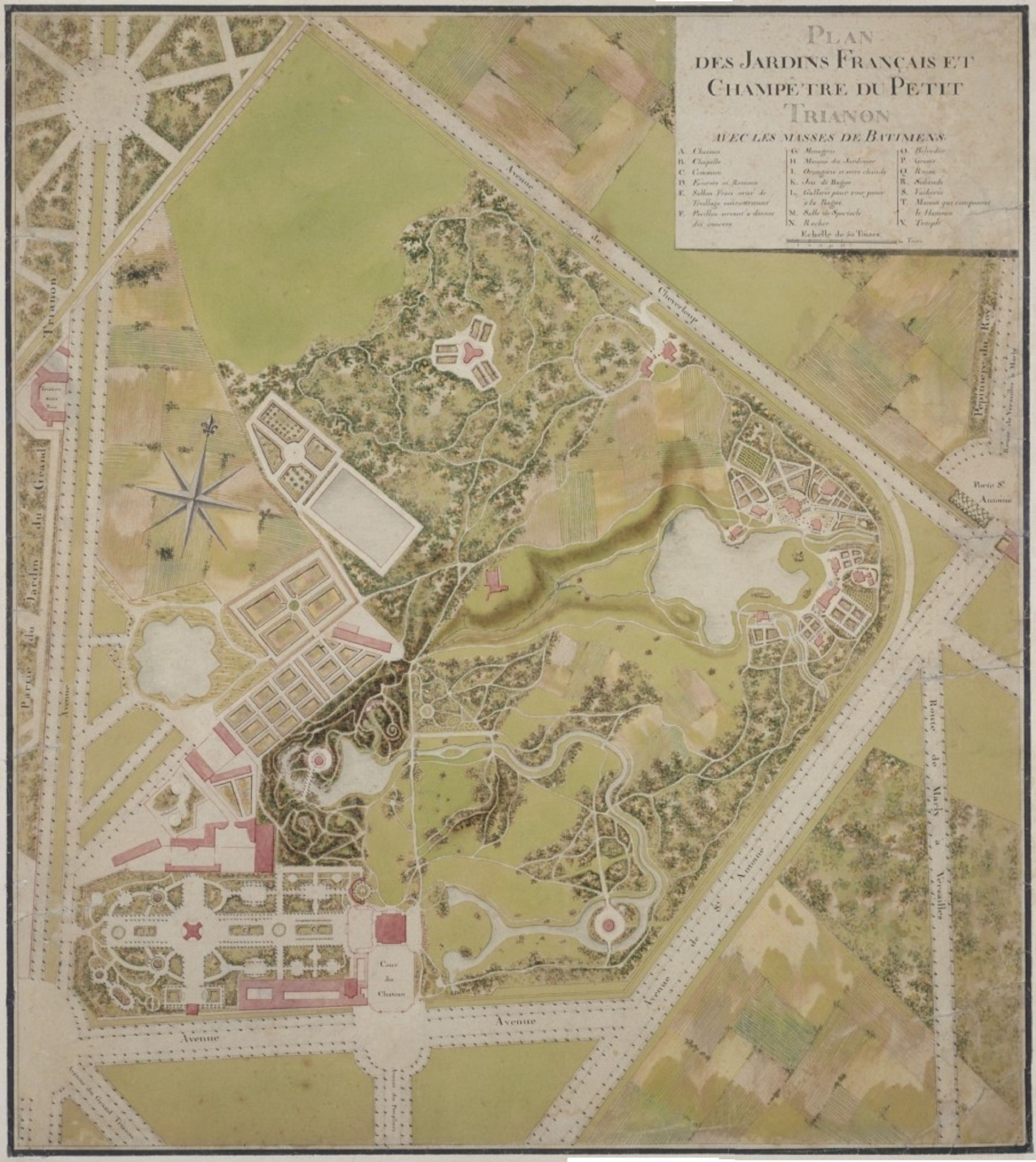
المخطط العام لتريانون وحديقة الملكة في فرساي، 1787.

بدأت أعمال البناء في الصيف عام 1783 بمنازل الطابع الريفي. قدم الملك لويس السادس عشر موقعًا لإقامة القرية، والذي كان يقع شمال شرق الحديقة الإنجليزية، بين الأزقة سانت أنطوان ورانديفو وغابة أونز آربنت. مُلئت الحفرة التي كانت تحد حديقة الملكة وثم حُفر خندق حول القرية لتوفير حماية وإبراز طابع القرية بشكل أكبر. أُنشئ مجرى مائي يقطع الحديقة، والذي يكمل التصميم البيئي ويجعل القرية تبدو أكثر واقعية.
أجرى الحدائقي أنطوان ريتشارد زرعًا لـ 48،621 شجرة لتحيط بالقرية. بدأت أعمال التغطية للمنازل في عام 1784، حيث أُستخدم البلاط لمنزل الملكة والمزرعة والسقف القشي أو قصبة في الأماكن الأخرى. حُفرت البحيرة في بداية العام بواسطة المقاول ديلورم، والذي قام بتثبيت الطوب الطيني. أُنشئت الجداول لجلب المياه من مصدرين يقعان تحت كهوف مغطاة بالشجيرات.
في ربيع عام 1785، بدأ الحديقة الجديدة تأخذ شكلها. كان يجب أن تبدو وفقًا لتعليمات الملكة كمنطقة ريفية حقيقية مع حقول زرع. لذلك، كان هناك حاجة إلى توفير تربة جيدة. هُدمت بركة الصيد التي بنيت بجوار البرج بسرعة بسبب تداخلها مع الرؤية. بُني الأساس الصخري الذي سيستخدم لدعم البرج الجديد. بينما انتهت العديد من الأعمال في عام 1786، بدأت أعمال التلوين والديكور على الواجهات. زيينت الجدران بالزعفران والأواني المملوءة بأنواع مختلفة من الزهور. زُرعت البساتين بأنواع متنوعة من الخضروات والفواكه. شُعبت البحيرة بالأسماك. أما فيما يتعلق بالزهور، نُقلت في الشتاء إلى الدفيئات المخصصة. وفي نهاية فصل الصيف، بدأت عناقيد العنب تنمو على المظلات.
لوحظ أن تدفق المياه في الأحواض كان غير كافٍ لتغذية البحيرة والأجزاء الأخرى. لذا عُملَ على جلب المياه من مستنقعات كين واشبيناي ببناء خط أنابيب في الفترة من 1784 حتى 1789. وفي إحدى زياراته للقرية، قرر الملك لويس السادس عشر إنشاء قوس النصر عند مدخل الممتلكات. انتهت أعمال بوابة سانت أنطوان الجديدة في يونيو 1787. زيينت بتمثال أسد، رمز الملك.
يُقدر تكلفة بناء القرية بمبلغ 500,000 ليرة، وهو ربع النفقات العامة لممتلكات الملكة بين عامي 1776 و 1790. للمقارنة، بلغ سعر شراء قصر سان كلود بواسطة لويس السادس عشر مليون ليرة. يمثل القرية بالإضافة إلى المسرح والحدائق المصممة الإسهام الرئيسي في تجميل قصر فرساي خلال فترة حكم لويس السادس عشر.

### الحياة في القرية في عهد ماري أنطوانيت

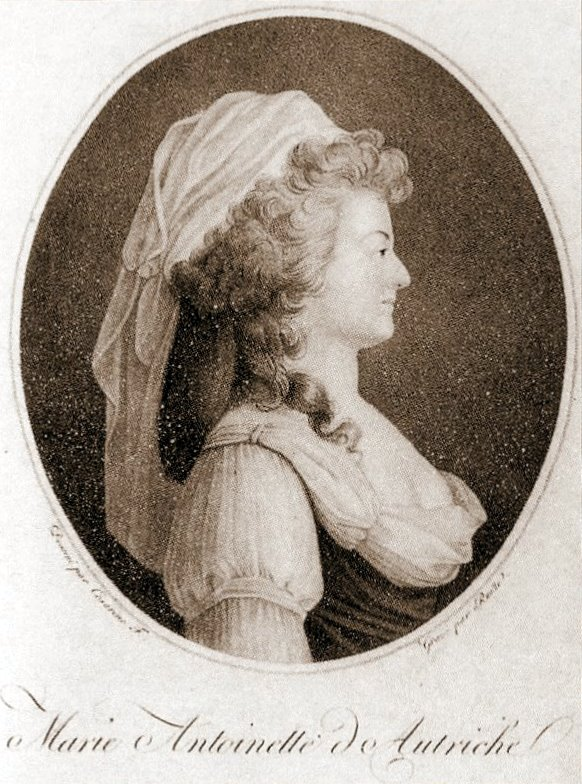
رسمة لماري أنطوانيت تظهر فيها كمُزارعة.

بحثًا عن مأوى في حياة الريف، لم تتردد الملكة في زيارة قريتها الريفية حيث تُحلب الأبقار والخرفان ويُعتنى بها بواسطة الخدم.
على الرغم من طابعها الزراعي الزاهي، تعتبر القرية مزرعة حقيقية يديرها مزارع معين من قبل الملكة، مع كروم وحقول وبساتين تنتج الفواكه والخضروات التي تُستهلك على المائدة الملكية. ووفقًا لتوجيهات الملكة، تأتي الحيوانات المربية في المزرعة من سويسرا حيث تعتبر أنواع الحيوانات الأكثر أصالة، مما يجعل المكان في كثير من الأحيان يسمى "قرية سويسرية".
يُسمح فقط للأصدقاء المقربين من الملكة ماري أنطوانيت بالوصول إلى القرية، وهو علامة لا تُعارض أن تثير الشائعات حول ما يحدث داخل هذه الملكية. من بين هؤلاء الأصدقاء الكونت فودراي، والبارون بيسينفال، والكونتيسة دي بولينياك مع ابنتها أغلاي دو جيش وشقيقتها الكونتيسة ديان، والكونت إسترهازي. الأمير دو لين غالبًا ما يزور القرية أو على الأقل يظل على اطلاع على أخبار المكان. تستمتع الملكة بصحبة شقيقتها الحسناء مدام إليزابيث والأميرة دي شيمي.
يجب على النساء اللاتي تُدعينَ ارتداء ملابس بسيطة وبدون زخرفة، بفستان فاتح من القطن الخفيف أو شال من الشاش أو قبعة من القش. يُلعب البلياردو أو تريكتراك، والتجول في الحدائق على طول البركة، ثم الرقص على العشب، سواء كانت جاوت أو كونتردانس، على إيقاع فرقة موسيقية صغيرة.

### بيانات المصادر
- الكتب المستخدمة في كتابة المقال (باللغة الفرنسية)

Pierre Arizzoli-Clémentel (2008). L'Album de Marie-Antoinette (بالفرنسية). ISBN:978-2-35340-042-3.{{استشهاد بكتاب}}:  صيانة الاستشهاد: ref duplicates default (link)
Christian Duvernois (2008). Trianon : le domaine privé de Marie-Antoinette (بالفرنسية). ISBN:978-2742778386.{{استشهاد بكتاب}}:  صيانة الاستشهاد: ref duplicates default (link)